# Venturada
Venturada – miejscowość w Hiszpanii we wspólnocie autonomicznej Madryt, 51 km od Madrytu. Liczy niespełna 1 700 mieszkańców. Zwyczaje tego górskiego regionu są związane z całym przedromańskim obszarem Celtiberian, jak wskazują Mayos z El Molar lub Colmenar Viejo.